# 落语天女
《落语天女》（日语：落語天女おゆい）是2006年1月5日至同年3月23日于日本埼玉电视台放送的全12话电视动画。随后还在小学馆的漫画杂志中连载了漫画作品《落语天女 -月島唯・現代篇-》。讲述6位少女受到宝珠的指引，穿越时空来到江户时代的冒险故事。
片中加入大量落语文化的元素。原作为落语家桂歌丸的徒弟桂歌若担当，为庆祝落语艺术协会75周年纪念而创作了该动画。落語艺术协会所属的落語家多数在该片中客串登场，如桂歌丸与妻子富士子，三游亭小游三等；江户时代的平賀源内、土方岁三及天女与妖魔战斗的传说也逐一在该作中呈现。

## 故事内容
生活在21世纪的少女月岛唯，是日本桥学园的高二学生。她非常热爱落语，便把落语家桂歌丸视作为自己最理想的男性，不惜一切代价拜他为师。而在江户时代中，天女们在与妖魔的战斗中一一倒下，而她们遗留下来的宝珠则飞往了未来的世界，寻找能够继承她们的新天女。在不知不觉中，小唯与5位朋友们受到宝珠的召唤，来到了江户时代的幕末时期，后来并在平賀源内的指导下了解了一切的真相，一一觉醒成为天女与企图支配江户的邪恶势力作战。

## 登场人物
月島唯
声 - 后藤沙绪里
老舗食堂月島的热血少女，拥有天真烂漫的性格。最擅长做家务事，并且热爱落语，是桂歌丸的忠实粉丝。
受到黑色宝珠的指引，变身成为“言灵天女1号”。
飞鸟山雅
声 - 小岛幸子
飞鸟山财团的大小姐，拥有高傲自负的性格。非常在意小唯的任何事情。
受到红色宝珠的指引，变身成为“言灵天女2号”。
谷中妙
声 - 泽城美雪
偶像般存在的天然呆眼镜娘。因为父亲是政治家，所以产生自闭症和内向的毛病。自从来到江户后，性格外向很多。
受到綠色宝珠的指引，变身成为“神乐天女”。
小石川铃
声 - 清水爱
拥有IQ300的天才少女，年纪是6人中最小的。非常热爱关于江户的一切常识、知识及落语。
受到黄色宝珠的指引，变身成为“计略天女”。
千石凉
声 - 小林優
无口的美少女剑士，十分喜爱时代剧及剑道。不怎么爱和别人交流的性格。
受到蓝色宝珠的指引，变身成为“剑客天女”。
内藤晶
声 - 野田顺子
经常与铃在一起研究江户的大姐姐。过去因男友在机动事件中身亡，而一直对恋爱抱有消极的态度。个性稳重而颇富经验。
受到白色宝珠的指引，变身成为“机巧天女”。

## 主题歌
片头曲《樱花绽放》
作詞、作曲、編曲、演唱 - Little Non
片尾曲《花吹雪・恋吹雪》
作詞 - 下地亚記子 / 作曲 - 杜奏太朗 / 編曲 - 野中雄一 / 演唱 - 鹿島广美

## 各话标题
| 话数     | 标题                                                              | 剧本     | 分镜       | 演出     | 作画監督          |
| -------- | ----------------------------------------------------------------- | -------- | ---------- | -------- | ----------------- |
| 第一席   | 華のお江戸に天女舞う 华之江户 天女降临                            | 頼経康史 | 高本宣弘   | 高本宣弘 | 大島美和          |
| 第二席   | 学園祭で唯、反省! 唯在学园祭上、反省！                            | 頼経康史 | 小林徹     | 福多潤   | 服部憲知          |
| 第三席   | 走れ! 唯 妖魔を倒せ 冲啊！唯 打倒妖魔                             | 頼経康史 | 奥田誠治   | 土屋浩幸 | 添田直子          |
| 第四席   | 落語天女おゆい登場! 落语天女 唯 登场！                            | 頼経康史 | 室谷靖     | 室谷靖   | 石橋有希子        |
| 第五席   | おーっほほほ! 落語天女みやび登場 哦呵呵呵呵！落语天女 雅 登场     | 頼経康史 | 松澤建一   | 松澤建一 | 澤田譲治          |
| 第六席   | 恋の行方 それぞれの覚醒 恋爱的发展 个人的觉醒                     | 頼経康史 | 葛谷直行   | 久保太郎 | 中島美子          |
| 第七席   | 涼、覚醒! 決闘! 高田馬場 凉、觉醒！决斗！高田马场                 | 頼経康史 | 誌村宏明   | 新田義方 | 岡野幸男          |
| 第八席   | 恋の行方ふたたび 江戸湾大決戦! 第二次恋爱的发展 江户湾大决战！    | 頼経康史 | 室谷靖     | 室谷靖   | 長森佳容          |
| 第九席   | 黒衣の花嫁 明かされる秘密 黑衣新娘 被揭露的秘密                   | 頼経康史 | 奥田誠治   | 金澤洪充 | 添田直子          |
| 第十席   | 妖魔軍侵攻! 火事と天女は江戸の華 妖魔军进攻！火焰和天女是江户之花 | 頼経康史 | 松澤建一   | 松澤建一 | 澤田譲治          |
| 第十一席 | 最後の戦い 失われる命 最后的战斗 逝去的生命                       | 頼経康史 | 柳沢テツヤ | 福多潤   | 服部憲知 今牧千世 |
| 第十二席 | 信じる言葉 ふれあう心 信任的语言 互通的心灵                       | 頼経康史 | 高本宣弘   | 高本宣弘 | 川口理恵 岡野幸男 |